# Книга на пророк Захария
Книга на пророк Захария е книга от Стария завет на Библията, единадесетата от книгите на 12-те малки пророци в Библията. Състои се от 14 глави и една от най-големите книги на малките пророци.

## Исторически контекст
Пророчествата на Захария, който е и автор на книгата се случват по времето на Дарий I и е съвременник на Агей след падането на Йерусалим около 587 г. пр.н.е. Йезекиел и Йеремия пишат своите книги преди падането на Йерусалим, но продължават да пророкуват и малко след него. Според учените Йезекиел повлиява много на Захария с своите писания (1-8).
По време на изганичеството много юдеи и вениамити отиват във Вавилон, където пророците ги съветват да направят свои домове, защото това ще се проточи дълго. Свободата обаче идва за много израилтяни когато Кир II завладява Вавилон през 539 г. пр.н.е. След падането на Кир II, Дарий I взима властта през 522 г. пр.н.е. Неговата система разделя различните колонии на империята на лесно управляеми области, контролирани от управители. В историята влиза и Зоровавел, назначен от Дарий за управител на областта Йехуд Медината.
По времето на Дарий се появява и Захария, който се съсредоточава в построяването на втория Йерусалимски храм. За разлика от вавилонците, Персийската империя полага големи усилия да поддържа „сърдечни отношения“ между васал и господар. Възстановяването на Храма е насърчавано от лидерите на империята с надеждата, че това ще укрепи властите в местния контекст. Тези действия са добра политика от страна на персите и евреите гледат на нея като на благословия от Бог.

## Структура
Завръщането от изгнание са теологичната предпоставка за виденията на пророка в глави 1–6. Глави 7–8 разглеждат качеството на живот, на което Бог иска да се радват неговите обновени хора и съдържа много насърчителни обещания към тях. Глави 9–14 съдържат две „пророчества“ за бъдещето.

### Глави 1-6
Книгата започва с предговор, който припомня историята на нацията, с цел да представи тържествено предупреждение на сегашното поколение. След това следват поредица от осем видения, следващи едно след друго в една нощ, които могат да се разглеждат като символична история на Израел, целяща да утеши завръщащите се заточеници и да разбуди надеждата в съзнанието им. Символичното действие – коронясването на Исус Навиев, описва как царствата на света се превръщат в царството на Божия Месия.

### Глави 7-8
Глави 7 и 8, изнесени две години по-късно, са отговор на въпроса дали дните на траур за разрушаването на града трябва да се проточат още и съдържат окуражаващо обръщение към хората, уверяващо ги в Божието присъствие и Благословия .

### Глави 9-14
Този раздел се състои от две „пророчества“ или „тежести“:
- Първото пророчество (Захария 9-11) дава очертания на хода на Божиите отношения със своя народ до времето на идването на Месията.
- Второто пророчество (Захария 12–14) посочва славата, която очаква Израел в „последния ден“, последния конфликт и триумф на Божието царство.